# True Blue (bài hát)
"True Blue" là một bài hát của là một bài hát của nghệ sĩ thu âm người Mỹ Madonna nằm trong album phòng thu thứ ba của cô cùng tên (1986). Nó được phát hành như là đĩa đơn thứ ba trích từ album vào ngày 17 tháng 9 năm 1986 bởi Sire Records và Warner Bros. Records. Bài hát được đồng viết lời và sản xuất bởi nữ ca sĩ với Stephen Bray, cộng tác viên quen thuộc trong khoảng thời gian đầu sự nghiệp của cô. Tương tự như phần còn lại của album, "True Blue" được lấy cảm hứng từ mối quan hệ tình cảm giữa Madonna với người chồng lúc bấy giờ Sean Penn. Đây là một bản dance-pop với một số ảnh hưởng từ nhạc doo-wop và sự kết hợp của nhiều loại cụ khác nhau như đàn guitar đệm, đàn phím, đàn tổng hợp và trống, mang nội dung đề cập đến cảm xúc về một tình yêu đích thực của một người phụ nữ.
Sau khi phát hành, "True Blue" nhận được những phản ứng tích cực từ các nhà phê bình âm nhạc, trong đó họ đánh giá cao giai điệu nhẹ nhàng, dễ dương mang hơi hướng hoài cổ của nó, đồng thời so sánh với một số tác phẩm vào thập niên 1960 của The Supremes và Martha and the Vandellas. Ngoài ra, bài hát cũng tiếp nhận những thành công vượt trội về mặt thương mại, đứng đầu các bảng xếp hạng ở Canada, Ireland và Vương quốc Anh, nơi nó giúp Madonna gặt hái đĩa đơn quán quân thứ ba trong sự nghiệp, đồng thời lọt vào top 10 ở hầu hết những quốc gia nó xuất hiện, bao gồm vươn đến top 5 ở những thị trường lớn như Úc, Bỉ, Hà Lan và New Zealand. Tại Hoa Kỳ, nó đạt vị trí thứ ba trên bảng xếp hạng Billboard Hot 100 trong ba tuần liên tiếp, trở thành đĩa đơn thứ chín của nữ ca sĩ vươn đến top 5 tại đây.
Video ca nhạc cho "True Blue" được đạo diễn bởi James Foley và giới thiệu một diện mạo mới của cô so với những video trước, với mái tóc vàng bạch kim gọn gàng và khỏe khắn. Một video khác được thực hiện thông qua cuộc thi "Make My Video" trên MTV với tác phẩm chiến thắng do Angel Gracia làm đạo diễn và chịu ảnh hưởng từ phong cách những năm 1950, mang nội dung liên quan đến cuộc gặp gỡ đầu tiên của một cô gái trẻ với anh chàng trong mộng của cô. Kể từ khi phát hành, "True Blue" đã được thể hiện trong một số chuyến lưu diễn của cô, bao gồm Who's That Girl World Tour (1987) và Rebel Heart Tour (2015-2016). Mặc dù gặt hái nhiều thành công về mặt chuyên môn và thương mại, nó đã không xuất hiện trong bất kỳ album tuyển tập nào của Madonna, ngoại trừ EP tổng hợp The Holiday Collection (1991).

## Danh sách bài hát
| - Đĩa 7" tại châu Âu 1. "True Blue" (phối lại) – 4:22 2. "Holiday" (chỉnh sửa) – 3:50 - Đĩa CD tại châu Âu 1. "True Blue" (The Color Mix) – 6:37 2. "Holiday" – 6:10 | - Đĩa 7" tại Hoa Kỳ 1. "True Blue" – 4:16 2. "Ain't No Big Deal" – 4:12 - Đĩa 12" tại Anh quốc 1. "True Blue" (bản dance mở rộng) – 6:37 2. "Holiday" (bản đầy đủ) – 6:08 |

## Thành phần thực hiện
Thành phần thực hiện được trích từ ghi chú của True Blue, Sire Records và Warner Bros. Records.
- Madonna – giọng hát, viết lời, sản xuất
- Steve Bray – viết lời, sản xuất, trống, đàn phím
- Bruce Gaitsch – đàn guitar đệm
- Fred Zarr – đàn phím hỗ trợ
- Steve Peck – kỹ sư
- Shep Pettibone – phối lại
- Herb Ritts – nhiếp ảnh
- Jeri McManus – thiết kế ảnh bìa

## Xếp hạng
| Bảng xếp hạng (1986-87)               | Vị trí cao nhất |
| ------------------------------------- | --------------- |
| Úc (Kent Music Report)                | 5               |
| Áo (Ö3 Austria Top 40)                | 9               |
| Bỉ (Ultratop 50 Flanders)             | 2               |
| Canada Top Singles (RPM)              | 1               |
| Canada (RPM)                          | 20              |
| Châu Âu (European Hot 100 Singles)    | 1               |
| Pháp (SNEP)                           | 6               |
| Đức (GfK)                             | 6               |
| Ireland (IRMA)                        | 1               |
| Hà Lan (Dutch Top 40)                 | 4               |
| Hà Lan (Single Top 100)               | 4               |
| New Zealand (Recorded Music NZ)       | 3               |
| Ba Lan (LP3)                          | 2               |
| Tây Ban Nha (AFYVE)                   | 12              |
| Thụy Điển (Sverigetopplistan)         | 18              |
| Thụy Sĩ (Schweizer Hitparade)         | 6               |
| Anh Quốc (OCC)                        | 1               |
| Hoa Kỳ Billboard Hot 100              | 3               |
| Hoa Kỳ Adult Contemporary (Billboard) | 5               |
| Hoa Kỳ Dance Club Songs (Billboard)   | 6               |

| Bảng xếp hạng (1986)                 | Vị trí |
| ------------------------------------ | ------ |
| Australia (Kent Music Report)        | 45     |
| Belgium (Ultratop 50 Flanders)       | 29     |
| Canada (RPM)                         | 31     |
| Denmark (IFPI)                       | 46     |
| Europe (European Hot 100 Singles)    | 33     |
| France (SNEP)                        | 34     |
| Italy (FIMI)                         | 20     |
| Netherlands (Dutch Top 40)           | 43     |
| Netherlands (Single Top 100)         | 19     |
| New Zealand (Recorded Music NZ)      | 39     |
| UK Singles (Official Charts Company) | 10     |
| US Billboard Hot 100                 | 76     |
| US Hot Dance Club Songs (Billboard)  | 43     |

## Chứng nhận
| Quốc gia                                                                           | Chứng nhận | Số đơn vị/doanh số chứng nhận |
| ---------------------------------------------------------------------------------- | ---------- | ----------------------------- |
| Úc (ARIA)                                                                          | Bạch kim   | 70.000^                       |
| Pháp (SNEP)                                                                        | Bạc        | 250.000*                      |
| Nhật Bản (RIAJ)                                                                    | —          | 5,170                         |
| Anh Quốc (BPI)                                                                     | Vàng       | 557,000                       |
| Hoa Kỳ (RIAA)                                                                      | Vàng       | 500.000^                      |
| * Chứng nhận dựa theo doanh số tiêu thụ. ^ Chứng nhận dựa theo doanh số nhập hàng. |            |                               |